# بركة حمد
بركة حمد أو بريچ‍ة هي منطقة عراقية، في ناحية الشبكة بقضاء النجف بمحافظة النجف بالبادية العراقية غرب العراق، كانت تُتخذ منزلاً ومحطة مِن محطات طريق الحج الكوفي للحجّاج والقوافل المسافرين عَبْرَ العراق شرقاً إلى نجد فالحجاز غرباً، وقد سجلتها الحكومة العراقية موقعاً أثرياً،، البعد 86 كيلومتراً بين مدينة النجف شرقاً وبركة حمد غرباً.
| الموقع      | البعد كيلومتراً |
| مدينة النجف | 86 شمالاَ شرقياً |
| المغيثة     | 15 شمالاَ شرقياً |
| بركة الحمام | 13 جنوباً غربياً |

## حالها
ذُكر في كتاب (النجف الأشرف 2050 رؤية مستقبلية) المنشور سنة 2023 أنه "ما زالت المناطق الذي يمر بها طريق الحج البري (منارة زبيدة – المغيثة – ام الكرون – بركة حمد – شبجة)، ذات خدمات منعدمة، مع أنها تمثل أرثاً حضارياً لهذه المنطقة، إذ لم تتبين أي بوادر للحكومة المحلية والمركزية لتقديم الخدمات والاعتناء بها وتزيينها لجعلها مناطق سياحية تدرّ ايرادات مستقبلية للدولة".